# Davide Drei
Davide Drei (Forlì, 22 gennaio 1965) è un politico italiano, sindaco di Forlì dal 2014 al 2019.

## Biografia
Laureatosi in scienze geologiche all'Università di Bologna nel 1990, ha ricoperto diversi incarichi all'interno dell'amministrazione comunale.
Dal 2014 è sindaco della città di Forlì, succeduto a Roberto Balzani, eletto tra le file del Partito Democratico. Dal 13 ottobre 2014 al 30 ottobre 2018 è stato anche presidente della provincia di Forlì-Cesena.
Nel 2019 decide di non ricandidarsi per un secondo mandato.